# Hedda Eulenberg
Hedda Eulenberg, nacida Hedwig Maase (Meiderich, barrio de Duisburg, 6 de marzo de 1876, Kaiserswerth, 13 de septiembre de 1960) fue una traductora alemana.
Hija de Wilhelm Maase, director de orquesta en Duisburg, aprobó la selectividad en Düsseldorf donde se casó en 1897 con Arthur Moeller van den Bruck, a quien conoció mientras estudiaba en Düsseldorf.
Van den Bruck, huyó a Francia para huir del servicio militar por razones tanto económicas como políticas, se divorciaron en 1904 y se casó nuevamente con el escritor Herbert Eulenberg.
Tradujo al alemán a varios autores en francés y en inglés y publicó su biografía donde narra la persecución nazi y cómo volvió a reincorporarse a su trabajo tras el fin de la guerra.

## Obra
- Bibliografía de la traductora Hedda Eulenberg (en alemán)
- Im Doppelglück von Kunst und Leben. Düsseldorf: Die Faehre, [1952]
- Abgesang. Düsseldorf: Die Faehre, [1952]
- Frauenrache .  en 'die Zukunft' editor Maximilian Harden edición. XX Nr. 14 (1912)